# Великий Хінган

Великий Хінган

Великий Хінган (спрощ.: 大兴安岭; кит. трад.: 大興安嶺 піньїнь: Dà Xīng'ānlǐng; монг.: Их Хянганы нуруу; маньчжурська: Amba Hinggan) — гори на північному сході Китаю і на сході Монголії. Великий Хінган є межею між Центральною і Східною Азією.  
Належить до Герцинської складчастості. Має напрямок із південного заходу на північний схід, довжина хребта становить Довжина приблизно 1200 км, ширина – до 400 км. Розділяє рівнину північно-східного Китаю на схід від Монгольського плато. Переважна висота 800-1200 м, найвища точка - гора Хуанганшань (2034 м), за іншими даними, найбільші висоти - до 1949 м. Західний схил довгий і пологий, східний — крутіший, сильно розчленований на відроги. Вершини плоскі, що переважають породи: граніт, ліпарит та андезит.
Хребет покритий густими лісами - північна світлохвойна тайга на південь поступово переходить у хвойно-широколистяні ліси.